# O discurso do rabino

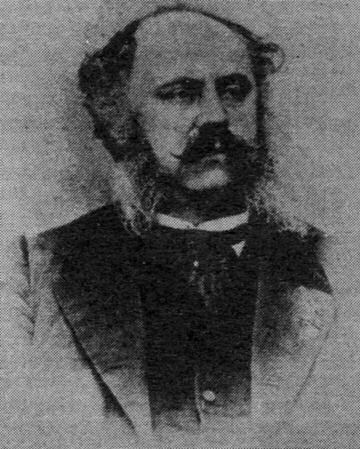
Hermann Goedsche.

O discurso do rabino é um panfleto antissemita que inclui o discurso de um rabino do capítulo em O Cemitério de Praga da novela Biarritz (1868), escrito por Sir John Retcliffe, pseudônimo do escritor alemão antissemita Hermann Goedsche e que foi publicado independentemente de1876 como um folheto, apresentando-o como um fato verdadeiro e não como uma ficção de ficção. Assim, tornou-se uma das obras antissemitas mais difundidas e foi o precedente da difamação anti-semita mais famosa na história: Os Protocolos dos Sábios de Sião, publicado pela primeira vez em 1905 na capital da Rússia, São Petersburgo.  

## História
"No cemitério de Praga" do romance, Biarritz narrou-se a reunião secreta mantida pelos treze chefes das tribos de Israel para realizar seu plano de destruição do mundo cristão. Em 1876 apareceu o folheto Discurso do Rabino que reuniu os discursos entregues na boca de um único rabino que presidiu a reunião e, o que é mais importante, apresentando-o como fato que realmente aconteceu e não como ficção. Essa ideia serviria de base para a elaboração, vinte e cinco anos depois, da maior falsificação e do trabalho mais bem sucedido de toda a literatura antissemita: Os Protocolos dos Sábios de Sião.
Na verdade, o agente da polícia russa que escreveu os Protocolos em Paris, "no final do século 19, no ambiente antijudeu que se desencadeou devido ao caso Dreyfus" copiou o capítulo "No cemitério de Praga" do romance Biarritz. Em 1949, o estudioso holandês Van Praag chegou à conclusão de que Hermann Goedsche deveria conhecer o trabalho do escritor espanhol da Era de Ouro, Francisco de Quevedo, intitulado A Ilha dos Monopantes, um conto de ficção satírica dirigido contra o Conde-Duque de Olivares, válido para o rei Felipe IV, que conta a história do encontro secreto dos rabinos da Europa com cristãos que estão dispostos a colaborar com eles - os "monopantos" - para aproveitar o mundo. Essa relação é considerada provável pelo hispânico Joseph Pérez.  Gonzalo Álvarez Chillida, um historiador espanhol, também acredita que a hipótese de 
Van Praag seja provável, já que Goedsche "era um homem interessado em assuntos hispânicos, como demonstrou em duas de suas novelas, intitulado Villafranca e Puebla"'. Assim, o que Quevedo concebeu como uma fantasia satírica, "sem dúvida inspirada pelo suposto enredo dos convertidos, revelado pela Carta dos Judeus de Constantinopla" de Juan Martínez Silíceo... noséculo XIX alguns antissemitas, seguindo a estrutura e conteúdo dos Monopantos, transformou-o em autênticos encontros judeus secretos. 

## Textos correlatos
Outros textos de destacadas influências vieram à luz em anos precedentes e posteriores, entre eles destaca-se o panfleto (intitulado Ist die Schweiz regenerationsbedürftig?; em português: “a Suíça precisa de uma Regeneração?”, do escritor e jornalista suíço Carl Albert Loosli (1877-1959). Loosli, graças a isto, foi intitulado ironicamente Die schlimmen Juden! (“os maus judeus”). O folheto foi publicado em 1927 e concebido como crítica ao antisemitismo, o qualificou como o autor como expert (Sachverständiger) no processo sobre Os Protocolos dos Sábios de Sião que teve lugar em 1935 na cidade de Berna. A partir daí Loosli publicou, em 1906, uma coleção de artigos de jornais intitulada Bümpliz und die Welt; em português: “Bümpliz e o mundo”, que lhe concedeu o “título” de Philosoph von Bümpliz (o filósofo de Bümpliz). Em 1912 o já publicado panfleto “a Suíça precisa de uma Regeneração?” sobre a retomada ética da Suíça (Selbstverständnis der Schweiz), deu início a uma série de obras literárias devotadas à reforma social.
Outro importante escrito foi o livro Die Judenfrage (“A questão judaica””), publicado em 1939, pelo teólogo e jesuíta austríaco, Mario von Galli, sob o pseudônimo de Andreas Amsee. Neste livro o autor escreveu sobre o antisemitismo católico da época com seus estereótipos, refutando, todavia, a persecução dos judeus. Mário foi também redator da revista Apologetische Blätter (rebatizada Orientierung em 1947). Neta revista ele ocupou o cargo de redator-chefe; entre 1960 e 1980. Ele colaborou ainda com a revista hebdomadária friburguesa Christ in der Gegenwart e foi correspondente no Concílio Vaticano II
Precedente aos anteriores estava a Carta Simonini -  Supostamente escrita por um oficial do exército italiano chamado J. B. Simonini, e datada de 1806, a referida carta, amplamente difundida, passou para a história como o mito de uma conspiração judaica universal. Nada se sabe a respeito do autor, porém diz-se que ele tratou de tornoar-se um judeu, afim de obter acesso aos sinistros planos dos Judeus da Idade Antiga. Este documento forneceu subsídios (dados) para os escritos anti-semitas que sucederiam nos anos seguintes. O documento faz referência ao ódio dos Judeus pela Igreja, as suas maquinações para se infiltrarem em toda parte, a fim de escravizarem os Cristãos e se tornarem governantes mundiais, etc. Esta carta teve seu aparecimento na França de Napoleão (1769-1821), na Alemanha, em 1868 e na Rússia]], na virada do século.
A Carta Simonini tornou-se muito conhecida nos círculos anti-semitas, por afirmar a  existência de uma aliança entre os Judeus e os  Franco-Maçons. Essa mesma carta dizia que os Judeus haviam apoiado a Revolução Francesa . Seguindo por este mesmo caminho, mais à frente, Os Protocolos dos Sábios de Sião adaptaram muitas das antigas ideias antimaçônicas e as atribuíram aos Judeus e a Franco-maçonaria, aludindo uma sociedade alemã da Bavária  chamada “Illuminati” como parceira da conspiração.
O Diálogo no Inferno entre Montesquieu e Maquiavelli, o documento consiste em 25 diálogos no inferno o político italiano entre Maquiavel (1469-1527) e o filósofo político – o francês Montesquieu (1689-1755), o primeiro um imoral e o segundo um democrata. Considerado a fonte principal de “Os Protocolos”, este documento foi encontrado por “um correspondente inglês de “The Times”, em Constantinopla, Phillip Graves. Um russo que havia fugido para  a Turquia, após a revolução de 1917, mostrou-lhe um livro em francês, que havia comprado de um oficial da ex-polícia secreta czarista. Após alguma pesquisa ficou claro que o livro, tendo sido primeiro publicado na Bélgica, em 1864.”
Pelos idos de 1921, Phillip Graves verificou que boas partes do diálogo, cerca de 60%, tinham sido copiadas quase literalmente para Os Protocolos – obedecendo mesmo a sua ordem e a estrutura de seus 24 capítulos, acompanham os 25 diálogos do livro de Joly (12). Uma comparação entre a passagem do décimo segundo diálogo e o décimo segundo protocolo podem bastar para ilustrar a óbvia falsificação.